# Coral Way
Coral Way è un quartiere residenziale di Miami, nella Contea di Miami-Dade della Florida, negli Stati Uniti d'America, a nordovest di Downtown Miami.
L'area della zona è di 17,35 km2 e la popolazione nel 2010 di 35.062 abitanti.

Il quartiere prende il nome dalla Coral Way (State Road 972), una strada realizzata dal fondatore di Coral Gables George E. Merrick durante il boom immobiliare della Florida degli anni 1920.

## Geografia
Nel quartiere di Coral Way si trovano le seguenti aree:
- Coral Gate: è un'area approssimativamente situata a sud di SW 8th Street, ad est di SW 37th Avenue, a nord della strada di Coral Way e SW 22nd Avenue. La parte orientale di Coral Gate è a volte chiamata Bryan Park.[2] Coral Gate confina con Coral Gables ad ovest e Silver Bluff a sud.
- Golden Pines: è situata ad est di Coral Gables, delimitata dalla SW 22 St a nord, South Dixie Highway a sud, 27 Ave ad est e 37 Ave ad ovest.[3]
- Shenandoah: è situato a sud di Little Havana, approssimativamente delimitato dalla SW 16th Street a nord, Coral Way a sud, SW 27nd Avenue ad ovest e SW 12th Avenue ad est.[4]
- Silver Bluff: è situato a sud di Coral Way (SW 22nd Street), ad ovest di SW 17th Avenue, ad est di SW 27th Avenue e a nord di South Dixie Highway. Gran parte del suoterritorio faceva parte della città di "Silver Bluff", che fu annessa alla città di Miami nel 1926.[5]

Altre aree presenti nel quartiere sono Vizcaya-Roads, Parkdale-Lyndale, South Miami e The Roads.

## Storia
Le architetture di Coral Way riflettono quelle in voga all'inizio del XX secolo. Alcune delle sue parti più vecchie contengono una mistura di stile Mission e case a bungalow degli anni 1920, oltre ad Art déco degli anni 1930 ed abitazioni più modeste successive alla Seconda guerra mondiale.
L'area di Coral Way è famosa per il suo viale storico lungo la SW 22nd Street (Coral Way). Una delle principali arterie di comunicazione tra Coral Gables e la città di Miami, Coral Way attraversa Miami tra la SW 37th Avenue e Brickell Avenue. Il Coral Way Corridor iniziò nel 1922 con strade delimitate da agrumi; successivamente furono ampliate per avere corsie per autovetture al centro della strada tra Downtown Miami a Coral Gables. Nel 1929 fu avviato un programma di abbellimento delle strade, con 1200 baniani piantati nello spartitraffico del viale. Oggi, Coral Way rimane uno dei corridoi più belli del sud della Florida.

## Monumenti e luoghi d'interesse

### Architetture religiose
- Woodlawn Park Cemetery

### Aree naturali
- Douglas Park
- Coral Gate Park
- Shenandoah Park
- Cuban Memorial Boulevard Park

## Società
Nel 2000, Coral Way aveva una popolazione tra 55.951 e 69.041 abitanti, con 21.363 nuclei famigliari e 14.105 famiglie risiedenti. Il reddito familiare medio era di 37.168,89 $. La composizione razziale del quartiere era di 81,10% ispanici o latini, 0,41% di colore, 17,28% di bianchi e 1,21% di altre razze.
La percentuale della popolazione che non parla correttamente inglese arrivava al 35,8%. La percentuale dei residenti nata in Florida era del 19,4%, quella delle persone nate in altri stati americani dell'8,1%, la percentuale dei residenti nati fuori dagli USA del 2,1%, mentre la percentuale di quelli nati all'estero del 70,4%.

## Cultura

### Biblioteche
La Miami-Dade Public Library gestisce nel quartiere la Shenandoah Library.

### Scuole
La Miami-Dade County Public Schools gestisce nell'area le seguenti scuole:
Scuole elementari
- Coral Way Elementary School
- Shenandoah Elementary School
- Silver Bluff Elementary School
- Frances S Tucker Elementary School
- Coral Way K-8 School
- Merrick Educational Center

Scuole medie
- Shenandoah Middle School

Formazione continua
- The English Center

Scuole private
- José Martí Schools
- Lincoln Martí School
- Brito Miami Private School

## Economia
Il quartiere ospita il Consolato Generale di Costa Rica a Miami, situato alla Suite 401 di 2730 SW 3rd Avenue in Coral Way.

## Infrastrutture e trasporti
Coral Way è servito dalla Metropolitana di Miami con le seguenti stazioni:
- Vizcaya (SW 32nd Road e U.S. Route 1);
- Coconut Grove (SW 27th Avenue e U.S. Route 1);
- Douglas Road (SW 37th Avenue e U.S. Route 1).